# قزل‌توپراق
قزل‌تورپاق یا قزل توپراق (به لاتین: Qızıltorpaq، تا ۲۵ اکتبر ۲۰۱۱ دیکباش Dikbaş) یک منطقه مسکونی در جمهوری آذربایجان است که در شهرستان گدابیگ واقع شده است. قزل‌تورپاق ۵۱۰ نفر جمعیت دارد.